# Rio Pirari
O rio Pirari é um curso de água que banha o estado da Paraíba, Brasil. 